# Таряник Віра Михайлівна
Віра Михайлівна Таряник (нар. 5 листопада 1940, тепер Недригайлівського району Сумської області) — українська радянська діячка, новатор сільськогосподарського виробництва, доярка колгоспу «Комінтерн» Недригайлівського району Сумської області. Герой Соціалістичної Праці (1976). Член ЦК КПУ в 1981—1990 р.

## Біографія
Народилася в селянській родині. Багато років пропрацювала дояркою колгоспу «Комінтерн» села Коровинці Недригайлівського району Сумської області. Досягала високих надоїв молока від корови.
Член КПРС з 1977 року.
Потім — на пенсії у селі Коровинці Недригайлівського району Сумської області.

## Нагороди
- Герой Соціалістичної Праці (1976)
- два ордени Леніна (1976,)
- орден Трудового Червоного Прапора (1971)
- медалі